# Osiedle Wojska Polskiego (Grodzisk Wielkopolski)

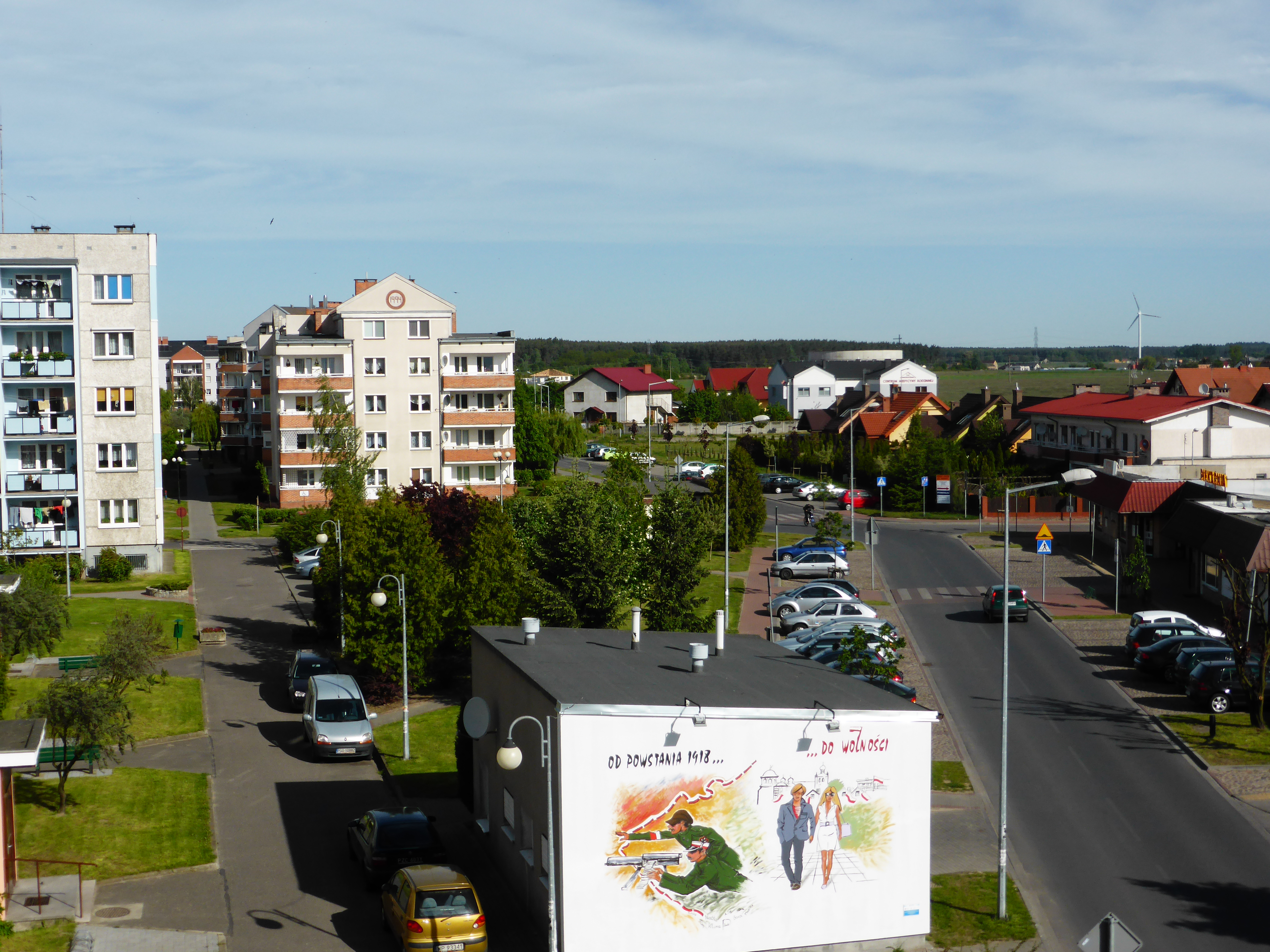
Osiedle Wojska Polskiego w Grodzisku Wielkopolskim (2014)

Osiedle Wojska Polskiego w Grodzisku Wielkopolskim – największe osiedle mieszkaniowe
w Grodzisku Wielkopolskim, zlokalizowane w północno-zachodniej części miasta pomiędzy ulicami Bukowską i Nowotomyską.
Pierwsza Spółdzielnia Mieszkaniowa w Grodzisku Wlkp. powstała w latach 50. XX w. i działała przy miejscowej Spółdzielni Inwalidów "Wielkopolanka". W latach 1960–1970 jako Międzyzakładowa Spółdzielnia Mieszkaniowa "Współpraca" zrealizowała pierwszych pięć budynków wielorodzinnych na Osiedlu Chopina. Później została włączona do Spółdzielni Mieszkaniowej w Nowym Tomyślu. 
W latach 80. XX w. rozpoczęto budowę pierwszych bloków na terenie obecnego Osiedla Wojska Polskiego. Jego dynamiczny rozwój datuje się od roku 1987, kiedy to nastąpił podział Spółdzielni Mieszkaniowej w Nowym Tomyślu i reaktywowano Spółdzielnię Mieszkaniową w Grodzisku Wielkopolskim. Do roku 2014 powstało ok. 30 bloków mieszkalnych. Na osiedlu znajdują się kościół, przychodnia lekarska i market. W 2016 r. oddano do użytku nowe przedszkole publiczne. Główną osią rozplanowania osiedla jest ulica Winna, przy której powstały także budynki jedno- i wielorodzinne prywatnych deweloperów.